# Лахири, Джумпа
Джумпа Лахири (англ. Jhumpa Lahiri Vourvoulias; род. 11 июля 1967, Лондон) — литературный псевдоним американской писательницы бенгальского происхождения Ниланьяны Судесна (Nilanjana Sudeshna).

## Биография
Переехала с родителями, выходцами из Индии, в США. Училась в Барнард-колледже в Нью-Йорке, в Бостонском университете.

## Творчество и признание
Её дебютный сборник рассказов «Толкователь болезней» (1999) получил несколько премий, включая Пулитцеровскую. Роман «Тёзка» (2003, русское издание — 2010) удерживался несколько недель в списке бестселлеров газеты «Нью-Йорк Таймс», экранизирован в 2006 году Мирой Наир. Книга рассказов «Непривычный мир» (2008) также была высоко оценена читателями.
Проза Лахири переведена на бенгали, немецкий, нидерландский, французский, итальянский, испанский, португальский, румынский, польский, болгарский, русский языки. С 2005 она — вице-президент Американского ПЕН-центра. C февраля 2010 года входит в Комитет по искусству и гуманитарным наукам при президенте США. Роман Лахири The Lowland (2013) вошёл в короткий список Букеровской премии 2013.

## Премии
- Премия индийской компании DSC за литературу стран Южной Азии (2015)

## Публикации на русском языке
- Рассказы// Иностранная литература, 2003, № 1
- Тёзка. М.: Иностранка, 2010
- На новой земле. М: Азбука-Аттикус, Иностранка, 2011
- Низина. М: Центрполиграф, 2015